# フッ化フェニルメチルスルホニル
フッ化フェニルメチルスルホニル（phenylmethylsulfonyl fluoride）は右の構造を持つ有機化合物である。セリンプロテアーゼ阻害剤であり、PMSF、フッ化フェニルメタンスルホニル（phenylmethanesulfonyl fluoride）フェニルメタンスルホニルフルオリドと呼ばれることがある。CAS登録番号は329-98-6である。
セリンを活性中心に持つ酵素のセリン-OH基に結合する。セリン残基を特異的にスルホニル化するため、セリン残基の化学修飾試薬としても用いられている。セリンプロテアーゼはこの修飾を受けて不可逆的に失活するため、セリンプロテアーゼに対して、特異性の高い阻害剤として働く。タンパク質精製の際、共存するセリンプロテアーゼによる目的タンパク質の分解を防ぐために、粗抽出液中などにしばしば添加される。水に難溶で、水溶液中で分解失活するため、エタノール、メタノール、イソプロパノール等の少量の無水の溶媒に溶解し、要時に添加する。目的のタンパク質も修飾される可能性を否定できないため、セリン残基を化学修飾する試薬であることを理解し、実験の目的に支障がないことを確認した上で使用すべきである。
- 分子量 174.194 g/mol
- 分子式 C7H7FO2S